# Municipio de Neuse (condado de Wake)
El municipio de Neuse (en inglés: Neuse Township) es un municipio ubicado en el  condado de Wake en el estado estadounidense de Carolina del Norte. En el año 2010 tenía una población de 73.617 habitantes.

## Geografía
El municipio de Neuse se encuentra ubicado en las coordenadas 35°51′37.54″N 78°36′0.01″O / 35.8604278, -78.6000028.